# Dendrobium cervicaliferum
Dendrobium cervicaliferum är en orkidéart som beskrevs av Johannes Jacobus Smith. Dendrobium cervicaliferum ingår i släktet Dendrobium, och familjen orkidéer. Inga underarter finns listade i Catalogue of Life.